# Splendid Palace
Splendid Palace — старейший кинотеатр в городе Риге. Расположен в центральной части города, на улице Элизабетес.

## История
Кинотеатр «Splendid Palace», построенный с эклектичной роскошью на деньги петербургского кинопромышленника Василия Емельянова архитектором Ф. Скуиньшем, открылся 30 декабря 1923 года. Фасад здания и внутреннее убранство стилизованы под формы рококо. Стоимость строительства составила 850 тысяч латов, половина суммы была привлечена благодаря продаже акций предприятия Ars, владевшего кинотеатром. Для сравнения, обучение в гимназии стоило тогда 60 латов в год, в университете — 250 латов в год.
В этом кинотеатре впервые в Риге и вообще балтийских странах началась демонстрация звукового кино и был продемонстрирован первый звуковой фильм латвийского производства «Гауя», снятый на деньги Емельянова. Здесь работала мастерская по изготовлению цветных рекламных плакатов. В дивертисменте были заняты профессиональные музыканты.
После присоединения Латвии к СССР кинотеатр был национализирован и был признан одним из лучших в стране. Сам Емельянов 14 июня 1941 года был арестован сотрудниками НКВД, депортирован вместе с семьёй и приговорён к десяти годам лагерей. О нём почти забыли, пока его историю не напомнила рижская журналистка Юлия Александрова, обратившаяся за информацией в архив КГБ, где ей было предоставлено дело Емельянова и его собственноручно написанная автобиография.
Здание, в котором располагается кинотеатр, является памятником архитектуры государственного значения.
В 1952 году переименован в кинотеатр «Рига». В 1969 году был построен кинотеатр «Спартак», зал которого на сегодняшний день является Малым залом кинотеатра «Splendid Palace».
В 1998 году зал «Спартака» был перестроен. С 1994 года кинотеатр входит в европейскую киноассоциацию «Europa Cinemas», а с 2007 года в ассоциацию кинотеатров художественных фильмов «Art Cinema». В 2011 году возвращено изначальное название.
В 2017 году в большом зале кинотеатра прошёл концерт песочной анимации «Титаник». В концерте приняла участие художница песочной анимации Татьяна Гавриленко и струнный квартет «Sinfonietta Riga».

## Характеристика
В кинотеатре два зала: большой (566 зрительских мест) и малый (206 зрительских мест).